# 山下正人
山下 正人（やました まさと、1962年4月30日 - ）は、日本のプロボクシングジムオーナー。保護司。
高知県生まれ、兵庫県伊丹市出身・在住。1男1女の父親。

## 人物および来歴
1981年に神戸村野工業高等学校（現：彩星工科高等学校）を卒業（在学中は野球部で1番中堅手で活躍）。兵庫県警警察官となり、暴力団対策本部の刑事であった。
1997年35歳の時、体を鍛える目的で千里馬神戸ジムに入会するが、より発展を求め、警察官を退職し、（警備業を主とする）株式会社ムーヴを営みながら千里馬神戸ジム所属のトレーナーに転進。山下自身にアマチュアボクサー経験やプロボクサー経験は皆無だが、千里馬啓徳会長の指導のもとトレーナーの教育を受けトレーナー・ライセンスも取得し、長谷川穂積を世界チャンピオンに育てあげ、千里馬神戸ジム所属トレーナーとして初、2006年初頭には日本プロボクシング界トレーナー最大の名誉とされるエディ・タウンゼント賞を受賞した。
長谷川穂積4度目の防衛戦後、千里馬神戸ジムから離れ、帝拳プロモーションが全面的に支援、フリーランスのトレーナーとして長谷川ほか帝拳・大阪帝拳両ジムの選手数人と個人的に契約を結んでいたが、2007年、神戸のポートアイランドに自身がオーナーを務める「真正ボクシングジム」を設立し、同年10月2日にプロ加盟を果たした。同ジムには同日付で千里馬神戸ジムから長谷川が移籍し、更にグリーンツダジムから元WBC世界ミニマム級およびWBA世界ミニマム級暫定王者・高山勝成が移籍した。開設当初から世界王座戴冠のキャリアを持つ選手が2人所属するというのは極めて異例のことである。
2019年2月3日に行われた西日本ボクシング協会会長選挙で、会長に選出された。

## 書籍
- 『トレーナーはマル暴刑事(デカ)』ベースボール・マガジン社 （2010年 ISBN 9784583102368）